# Aaron Wolf
Aaron Wolf (født 25. februar 1996) er en japansk judoka. Han vandt guld ved VM i judo 2017 i Budapest. Ved VM i judo 2019 vandt han bronze.
I 2021 vandt han guld i 100 kg-konkurrencen ved Sommer-OL 2020 i Tokyo.

## Eksterne henvisininger
- Aaron Wolfs profil på Olympics.com (engelsk)
- Aaron Wolfs profil på Olympedia (engelsk)
- Aaron Wolf hos JudoInside.com (engelsk)